# Mervyn LeRoy
Mervyn LeRoy, född 15 oktober 1900 i San Francisco, Kalifornien, död 13 september 1987 i Beverly Hills, Los Angeles, Kalifornien, var en amerikansk filmregissör, producent, och i mindre skala skådespelare. LeRoy regisserade över 75 filmer av varierande karaktär, allt från romantiska dramafilmer till krigsfilmer.
LeRoy har en stjärna på Hollywood Walk of Fame.

## Filmografi, regi
- 1930 – Yngsta gardet
- 1931 – Flickornas gullgosse
- 1932 – Hans hustrus brott
- 1933 – Jag är en förrymd kedjefånge
- 1933 – Livets gyckelspel
- 1938 – Den bortrövade venus
- 1938 – Jag går madam tillhanda
- 1940 – Dimmornas bro
- 1941 – Utan skrupler
- 1941 – Blommor i skugga
- 1941 – Johnny Eager
- 1942 – Slumpens skördar
- 1943 – Madame Curie
- 1944 – 30 sekunder över Tokio
- 1949 – Sista given
- 1949 – Unga kvinnor
- 1951 – Quo Vadis
- 1955 – Nattpermission
- 1956 – Det onda arvet
- 1958 – Se opp för sergeanter
- 1958 – Hemma före mörkret
- 1962 – Gypsy